# 6329 Hikonejyo
6329 Hikonejyo è un asteroide della fascia principale. Scoperto nel 1992, presenta un'orbita caratterizzata da un semiasse maggiore pari a 2,2439676 UA e da un'eccentricità di 0,1325695, inclinata di 7,09020° rispetto all'eclittica.